# The Inner World
The Inner World ist ein 2013 veröffentlichtes Point-and-Click-Adventure des Ludwigsburger Spieleentwicklers Studio Fizbin. Es wurde 2014 als „Bestes Deutsches Spiel“ mit dem Deutschen Computerspielpreis ausgezeichnet. Mit The Inner World: The Last Windmonk erschien 2017 eine Fortsetzung.

## Handlung
The Inner World spielt in der Fantasiewelt Asposien, einem riesigen, von Erdreich umgebenen Hohlraum. Drei große Windbrunnen, jeder von einem Windmönch betreut, sorgen für die Durchlüftung Asposiens. Doch die Situation ändert sich: Zwei der Brunnen versiegen vollständig, der Brunnen von Windmönch Conroy spendet nur noch sehr wenig Wind, und die Windgötter suchen Asposien heim und versteinern Sünder.
Der Spieler übernimmt die Rolle von Robert, dem naiven Novizen und Ziehsohn von Conroy, als er einen Halskettenanhänger von Conroy poliert und dieser ihm von einer Taube gestohlen wird. Bei dem Versuch, die Taube zu fangen, fällt er in den Müllschacht des Thronsaals und landet zum ersten Mal außerhalb des Palastes.

### Kapitel 1
Robert verbringt das erste Kapitel des Spiels damit, die Taube zu fangen, um Conroys Anhänger wieder zu beschaffen. Als ihm dies endlich gelingt, erscheint die gesuchte Diebin Laura, um ihm ihre Taube wieder abzunehmen. Robert macht sich daraufhin auf die Suche nach Laura und findet sie in einem Versteck unterhalb des Theaters. Laura teilt ihm mit, dass Conroy den Anhänger von ihrem Vater gestohlen hat. Gemeinsam finden sie heraus, dass Conroy mit Hilfe der Windgötter, die unter seinem Kommando stehen, eine wenig bekannte und zurückgezogen lebende Bevölkerung von Asposien versteinert, und dass Robert ebenfalls dieser Bevölkerung angehört. Robert und Laura werden von Conroy in dem Raum unter dem Theater überrascht, können jedoch mit einem Fluggerät entkommen.

### Kapitel 2
Robert und Laura legen eine Bruchlandung im Wurzelwald hin, wo der weitere Weg durch Fallen versperrt wird. Laura verschwindet in den Tiefen des Waldes, um einen anderen Weg heraus zu suchen.
Robert gelingt es, einige Fallen zu entschärfen, tritt dann aber in eine weitere Falle. Er wird kopfüber hängend zu einem Baumhaus hochgezogen, das von einem verrückten ehemaligen Windmönch bewohnt wird. Dieser ist nicht gut auf Gäste zu sprechen, sodass Robert bis auf weiteres gefangen ist, und der Spieler nun Laura steuert, um ihn zu befreien.
Laura trifft auf eine Gruppe von Aerologen, Wind-Wissenschaftler, die versuchen, die Winde Asposiens zu untersuchen. Diese Untersuchungen werden durch verschiedene Probleme behindert.
Im Laufe des Kapitels löst Laura diese Probleme und die Aerologen erkennen, dass es einen bislang unbekannten vierten Windbrunnen geben muss, dessen Ort sie ebenfalls bestimmen können. Das Kapitel endet schließlich mit der Befreiung Roberts aus den Händen des Windmönchs.

### Kapitel 3
An dem Ort des mutmaßlichen vierten Windbrunnens finden Robert und Laura eine verschlossene Pforte, und Robert äußert das Gefühl den Ort zu kennen, was aber von beiden als unmöglich bezeichnet wird.
Dennoch zeigt sich eine erste Verbundenheit Roberts mit dem Ort, als sie einen versteinerten Asposier mit einer „Flötennase“ finden, und ein Ton aus Roberts Nase die Pforte öffnet.
Im Inneren finden sie zu ihrer Überraschung einen Empfangsbereich, in dem sich der schizophrene Asposier Steve als Empfangschef betätigt. Es gelingt Robert jedoch, auch die andere Persönlichkeit namens Pete hervor zu holen, die wesentlich nützlichere Informationen liefert, über eine Dynastie, die diesen Ort bewohnt hat, und die durch ein schreckliches Ereignis zerstört wurde, welches dann offensichtlich Steve geschaffen hat.
Im Empfangsbereich findet sich außerdem eine Skizze von Lauras Vater, die bereits in der Filmnotiz zu sehen war. Robert und Laura vermuten, dass diese Skizze ein Objekt in der Windkapelle beschreibt, zu der Steve aber mangels passender goldener Ausweise den Zutritt verweigert.
Erst als es Robert gelingt, goldene Ausweise herzustellen, gelangen sie in die Windkapelle, wo sie einen ebenfalls versiegten Windbrunnen und viele versteinerte Asposier mit Musikinstrumenten als Nasen finden. Robert gelingt es schließlich, mit seiner Flötennase eine Melodie zu spielen, die das Objekt von der Skizze zum Vorschein bringt, und sie finden dort einen Beutel mit Murmeln.
Doch während sie sich noch wundern, was sie mit Murmeln anfangen sollen, bricht ein Teil des Bodens weg und sie fallen in den Brunnen.

### Kapitel 4
Robert und Laura fallen in eine geheime Basis Conroys, in der dieser die „Windgötter“ bauen lässt: es handelt sich um Maschinen. Laura erkennt, dass es nur einen Asposier gibt, der solche Maschinen bauen könnte – ihren Vater. Wie bereits im 2. Kapitel läuft sie voraus, und Robert ist wieder alleine unterwegs.
Robert lernt, dass Conroy eine gewaltige Armee von „Windgöttern“ baut, um alle Asposier zu versteinern, die ihm „die Luft wegatmen könnten“.
Es gelingt ihm nach einiger Zeit, zu Laura zu gelangen, die sich in einem Labor befindet, in dem ihr Vater in einem Glastank gefangen ist, um Komponenten für die Windgötter zu montieren. Nachdem es ihm gelingt, Lauras Vater zu befreien, erfahren sie, dass die Murmeln, die sie in der Windkapelle gefunden haben, in das Waffensystem der „Windgötter“ eingesetzt werden können, um die Versteinerungen rückgängig zu machen.
Ebenso erfährt Robert, dass es eine geheime Dynastie gegeben hat, die mit ihren Nasen musizierten und dadurch die Windbrunnen veranlassten, Wind zu spenden. Diese Dynastie waren die eigentlichen Herrscher Asposiens, und ernannten auch die Windmönche – wobei Conroy allerdings eigene Pläne verfolgte. Außerdem erfährt Robert, dass er der Sohn des Oberhauptes der Dynastie ist.
Als die Gruppe jedoch gerade einen „Windgott“ mit den Entsteinerungsaugen ausrüstet, werden sie von Conroy überrascht, der erst Lauras Vater und dann Laura versteinert, während Robert in wenig kontrollierter Weise auf dem manipulierten Windgott entkommen kann.

### Kapitel 5
Robert findet sich nach einer Bruchlandung wieder bei der Windkapelle; allerdings ist sein Windgott nicht mehr flugfähig. Das Waffensystem funktioniert jedoch noch, und es gelingt Robert nach einigen Schwierigkeiten es in geeigneter Weise in die Windkapelle mit den versteinerten Asposiern feuern zu lassen.
Doch bevor Robert die Dynastie entsteinern kann, wird er wieder von Conroy überrascht, der diesmal sogar eine Versteinerungspistole hat. Aus unbekannten Gründen versagt diese jedoch regelmäßig bei Robert, und ihm gelingt es, stattdessen Conroy zu versteinern. Dass dieser bei der Gelegenheit umfällt und zerbricht, löst bei Robert nur wenig Bedauern aus.
Schließlich gelingt es Robert, die Dynastie zu entsteinern; sein Vater ist jedoch zu sehr beschädigt, und seine Mutter ist ähnlich wie Conroy nach der Versteinerung zerstört worden. Er wird jedoch als Oberhaupt der Dynastie anerkannt, und diese stimmt ein Orchester an, um den Wind nach Asposien zurückzubringen.
Robert macht sich dann noch auf den Weg, die verbleibenden versteinerten Asposier zu entsteinern.

## Spielprinzip und Technik
The Inner World ist ein Point-and-Click-Adventure. Aus Sprites zusammengesetzte Figuren agieren vor handgezeichneten, teilanimierten Kulissen. Mit der Maus kann der Spieler seine Spielfigur durch die Örtlichkeiten bewegen und mit den Maustasten Aktionen einleiten, die den Spielcharakter mit seiner Umwelt interagieren lassen. Robert kann so Gegenstände finden und sie auf die Umgebung oder andere Gegenstände anwenden sowie mit NPCs kommunizieren. Mit fortschreitendem Handlungsverlauf werden weitere Orte freigeschaltet.

## Produktionsnotizen
The Inner World ist das Ergebnis einer studentischen Abschlussarbeit, die die Studiogründer Sebastian Mittag, Mareike Ottrand und Alexander Pieper im Studiengang „Interaktive Medien“ für die Filmakademie Baden-Württemberg erstellten. Das Projekt wurde 2013 von der Medien- und Filmgesellschaft Baden-Württemberg über der Programm Digital Content Funds mit 20.000 Euro gefördert.
Am 31. März 2017 erschienen Versionen für die PlayStation 4 und Xbox One. Am 3. August 2018 erschien eine Version für die Nintendo Switch.

## Rezeption
The Inner World erhielt vorwiegend positive Bewertungen. Die Rezensionsdatenbank Metacritic aggregiert 18 Rezensionen zu einem Mittelwert von 72.
Das Spiel wurde 2014 mit dem Deutschen Computerspielpreis in der Kategorie „Bestes Deutsches Spiel“ ausgezeichnet.